# Красивый щукоголов
Краси́вый щукоголо́в (лат. Luciocephalus pulcher) — вид лабиринтовых рыб из семейства макроподовых (Osphronemidae). Хищная рыба, с содержанием могут справиться только специалисты. Обитает в Юго-Восточной Азии (Малайзия).

## Ареал
Малаккский полуостров, острова Банка, Белитон, Суматра, Калимантан. Обитает в лесных ручьях.

## Внешний вид
В природе достигает длины 18—20 см. Голова сужается к концу. Окраска очень вариабельна. Спинка бежево-оливковая, брюшко серебристое. Вдоль тела, до самого основания хвоста проходит широкая кофейная полоса в светлой обкладке, снова переходящей в темную зону, сверх неё располагаются редкие глазчатые пятна. Спинной плавник располагается в задней части тела. Самки бледнее и полнее самцов.
Имеют наджаберный орган для дополнительного дыхания атмосферным воздухом, но не лабиринтовый, а пластинчатый.

## Поведение
Хищные, но можно содержать вместе с крупными высокотелыми рыбами. Рыба-засадчик: как обыкновенная щука, долгое время стоит среди зарослей растений, а увидев добычу, стремглав набрасывается на неё. Рыбы чувствительны к заболеваниям, в частности к оодиниумозу.

## Содержание
- умеренное освещение
- тёмный грунт
- островки густой растительности и густое пространство
- укрытия из коряг
- минимальный объём аквариума 300 л
- необходима солёность (по Золотницкому)
- температура t 22—26 °C
- кислотность воды 6—7,5 pH
- жесткость воды 15 dH
- эффективная фильтрация, регулярная подмена части воды на свежую
- корм — сорная рыба, насекомые и их личинки, кусочки мясного и рыбного филе, мороженые и тонущие сухие корма
- покровное стекло[3][4]

## Размножение
В природе находили взрослых особей длиной 10—1 2 см, у которых в ротовой полости помещалось более 70 мальков, имевших длину около 12 мм. Позже сообщалось, что плодовитость 40—90 икринок, которые самец инкубирует во рту 27—32 суток. Взрослые особи являются крайне жадными и хищными, но в течение первой недели не трогали мальков, давая им подрасти, а затем начали за ними охотиться так же, как и за другими мелкими рыбами. Мальки через час после рождения имели размеры около 14—15 мм. Стартовый корм для мальков — мелкая коретра, моина, «чертики».
Н. Ф. Золотницкий дает щукоглаву второе название — щука живородящая, что основано на недоразумении: при транспортировке Рейхельтом рыб с Суматры в Европу две самки погибли, но после них остались мальки (25 и 40), что было принято за живорождение.